# جوان ويبر
جوان ويبر (بالإنجليزية: Joan Weber)‏ هي مغنية أمريكية، ولدت في 12 ديسمبر 1935 في باولسبورو في الولايات المتحدة، وتوفيت في 13 مايو 1981 بسبب مرض.

## وصلات خارجية
- جوان ويبر على موقع IMDb (الإنجليزية)
- جوان ويبر على موقع ميوزك برينز (الإنجليزية)
- جوان ويبر على موقع أول ميوزيك (الإنجليزية)
- جوان ويبر على موقع ديسكوغز (الإنجليزية)